# Fasci Femminili
Fasci Femminili (FF) var det italienska Nationella fascistpartiets kvinnoorganisation. Dess uppgift var att organisera och instruera kvinnor i den fascistiska ideologin. 

## Organisation
Flickor var först medlemmar i ungdomsorganisationerna Piccole Italiane (8–14 års ålder) och Giovani Italiane (14–18 års ålder) och kunde bli medlemmar i Fasci Femminili vid 21 års ålder. Fascistpartiets övriga kvinnogrupper var formellt underordnade FF. Bland dem fanns Massaie Rurali (MR) för bondkvinnor, Sezione Operaie e Lavoranti a Domicilio (SOLD) för urbana arbetarkvinnor och L'Opera Nazionale Maternità ed Infanzia (OMNI) för att stödja ogifta mödrar. 

## Verksamhet
Medlemmarna i FF sysselsattes i stora drag med socialt arbete, som fungerade som en metod att indoktrinera kvinnor i fascismens ideologi parallellt med att hjälpa behövande kvinnor med sociala tjänster. De flesta medlemmarna i FF var bildade medelklasskvinnor.  
Den fascistiska propagandamaskinen spelade en väsentlig roll när det gällde att å ena sidan föreslå en modell för kvinnan som är hängiven sina barn, sin make och hemmet, men också modellen för kvinnan som stödde sitt hemland genom moderskapet, bistånd och produktion av inhemska produkter för att stödja autokratin. Studieavgifterna för flickor höjdes för att avråda dem att studera vidare och restriktioner infördes för att förhindra att kvinnor fick arbeten som placerade dem i en överordnad roll gentemot manliga kolleger; bland annat förbjöds de att förestå, och undervisa i vissa ämnen, i skolor över grundskolenivå. Fascismen framhöll att kvinnans samhällsroll var att föda så många soldater som möjligt för att stödja Italiens expansionspolitik, och detta framhölls som hennes patriotiska samhällsuppgift och politiska uppgift. Hon skulle föda dessa barn inom äktenskapet, uppfostra dem till soldater eller barnaföderskor och agera "hemmets väktare"; otrohet från hennes sida sågs som ett brott, medan manlig otrohet inte var det. 

## Ledarskap
Elisa Majer Rizzioli var ordförande till 1926 och Angiola Moretti 1926-1930. Efter detta fanns ingen nationell ledare för fascistkvinnorna, endast lokala ledare, fram till 1937, när ett delat ledarskap bildades under två "inspektriser", Clara Franceschini och Giuditta Stelluti Scala Frascara, följd 1938 av ytterligare fyra: Wanda Bruschi Gorjux, och Laura Marani Argnani, Teresita Menzinger Ruata, och Olga Medici del Vascello.
Ordförande
- 1919-1926: Elisa Majer Rizzioli
- 1926-1930: Angiola Moretti [3][4][2]
- 1930-1937: Ingen nationell ledare, endast lokala. [2]
- 1937-1938: Två kvinnor, "Inspektriser", med delat ordförandeskap: Clara Franceschini och Giuditta Stelluti Scala Frascara.[2]
- 1938-1945: Sex kvinnor, "Inspektriser", med delat ordförandeskap: Wanda Bruschi Gorjux, och Laura Marani Argnani, Teresita Menzinger Ruata, och Olga Medici del Vascello.[2]